# سوپرجام فوتبال ایتالیا ۱۹۹۸
سوپر جام فوتبال ایتالیا ۱۹۹۸ (انگلیسی: 1998 Supercoppa Italiana) یازدهمین دورهٔ مسابقهٔ سوپر جام فوتبال ایتالیا بود که بین قهرمان سری آ و قهرمان جام حذفی فوتبال ایتالیا برگزار شد.
این دیدار در تاریخ ۲۹ اوت ۱۹۹۸ برگزار شد و لاتزیو به مقام قهرمانی دست یافت.

## تیم‌ها
- یوونتوس: قهرمان سری آ فصل ۹۸-۱۹۹۷
- لاتزیو: قهرمان جام حذفی ایتالیا فصل ۹۸-۱۹۹۷